# Microphytanthe
Microphytanthe is een geslacht van drie soorten orchideeën uit de onderfamilie Epidendroideae. Het geslacht is afgesplitst van Dendrobium.
Het zijn kleine epifytische orchideeën uit de bergregenwouden van Nieuw-Guinea met kleine, ovale of cilindrische, groene tot roodbruine pseudobulben met één enkel eindstandig, dik en vlezig, langwerpig tot ovaal blad en een eveneens eindstandige korte, eenbloemige bloemstengel met een in verhouding grote, vlezige, en langlevende bloem.

## Naamgeving enetymologie
- Synoniem: Dendrobium Sw. (1799) sect. Microphytanthe

## Taxonomie
Microphytanthe is oorspronkelijk als geslacht beschreven door Schlechter, maar  is daarna opgenomen als sectie Microphytanthe in het geslacht Dendrobium. Het is in 1983 door Brieger opnieuw als apart geslacht erkend.
Het geslacht telt in de meest recent geaccepteerde taxonomie drie soorten. De typesoort is Microphytanthe bulbophylloides.

### Soortenlijst
- Microphytanthe bulbophylloides (Schltr.) Brieger (1981)
- Microphytanthe nummularia (Schltr.) Brieger (1981)
- Microphytanthe prorepens (Schltr.) Rauschert (1983)